# Philippe Sollers
Philippe Sollers (francès: Philippe Joyaux)  (Talença, 28 de novembre de 1936 - 15è districte de París, 5 de maig de 2023), pseudònim per Philippe Joyaux, fou un escriptor francès, conegut tant per les seves obres de ficció i crítica com per ser editor de la important revista literària Tel Quel. Sollers estava casat amb la filòsofa Julia Kristeva.

## Obra

### Novel·les
- Une Curieuse Solitude - Le Seuil, 1958
- Le Parc - Le Seuil, 1961, Premi Médicis
- Drame - Le Seuil, 1965
- Nombres - Le Seuil, 1966
- Lois - Le Seuil, 1972
- H - Le Seuil, 1973
- Paradis - Le Seuil, 1981
- Femmes - Gallimard, 1983
- Portrait du joueur - Gallimard, 1984
- Paradis 2 - Gallimard, 1986
- Le cœur absolu - Gallimard, 1987
- Les Folies Françaises - Gallimard, 1988
- Le lys d'or - Gallimard, 1989
- La fête à Venise - Gallimard, 1991
- Le Secret - Gallimard, 1993
- Studio - Gallimard, 1997
- Passion fixe - Gallimard, 2000[2]
- Un amour américain - Mille et une nuits, 2001
- L'étoile des amants - Gallimard, 2002
- Fleurs - Hermann, 2006
- Une vie divine - Gallimard, 2007
- Un vrai roman - Mémoires - Plon, 2007
- Les voyageurs du temps, Gallimard, 2009
- L'École du Mystère, Gallimard, 2015
- Mouvement, Gallimard, 2016
- Centre, Gallimard, 2018
- Beauté, Gallimard, 2018
- Le Nouveau, Gallimard, 2020
- Désir, Gallimard, 2021
- Légende, Gallimard, 2021
- Graal, Gallimard 2022

### Assaigs
- Francis Ponge, Seghers, 1963, reedició 2001
- L'intermédiaire, Le Seuil, 1963
- Logiques, Le Seuil, 1968
- L'écriture et l'expérience des limites, Le Seuil, 1968
- Sur le matérialisme, Le Seuil, 1974
- Théorie des exceptions, Folio, 1985
- Improvisations, Gallimard, 1991
- Liberté du XVIIIe Gallimard, 2002
- La guerre du goût,Gallimard, 1994
- Sade contre l'Être suprême Gallimard 1996
- L'année du tigre, journal de l'année 1998, Le Seuil, 1999
- Éloge de l'Infini, Gallimard, 2001
- Illuminations à travers les textes sacrés, Robert Laffont, 2003
- Dictionnaire amoureux de Venise, Plon, 2004
- Le Saint-Ane, Verdier, 2004.
- Logique de la fiction, Cécile Deffaut 2006
- Fleurs, Hermann, 2006
- Guerres secrètes, Carnets nord, 2007
- Grand beau temps, Le cherche midi, 2009
- Lettres à Dominique Rolen, Gallimard, 2019
- Agent secret, Gallimard, 2021